# Hexicon
Hexicon är ett svenskt företag, bildat 2009, som arbetar med att utveckla flytande havsbaserade vindkraftverk. Företaget har sitt huvudkontor i Stockholm och är aktiva både i Sverige och utlandet. Hexicon noterades år 2021 på handelsplattformen  Nasdaq First North, som administreras av Stockholmsbörsen. 
VD (2022) är Magnus Thor. De tre största ägarna är Gulfstream Investment Group, Ilija Batljan samt SEB Trygg Liv (Gamla Livförsäkringsbolaget).